# Jewels (песня)
«Jewels» (Драгоценности) — восьмой сингл японской группы Alice Nine.Он был официально выпущен 21 марта 2007 года. Вышли два издания: обычное издание, с тремя треками, и другой ограниченный тираж с двумя треками, но с бонусным клипом Jewels вместо недостоющего трека из первого издания.
Эта песня была первой для Alice Nine которая получила не только хорошие отзывы, но и в которой были отмечены вокальные данные солиста группы — Сё.
Jewels попала во второй альбом группы, под названиемAlpha,и являлся одним из четырёх синглов, которые ранее были выпущены, и попавшие в этот альбом. Помимо него в альбом попали: Number Six.,White Prayer,Eraser,Blue Planet.

## Список композиций
1 версия (CD)
1. «JEWELS» — 4:47
2. «ROSARIO»
3. «13»

2 версия (ограниченное издание CD)
1. «JEWELS» — 4:47
2. «ROSARIO»
3. «JEWELS» видеоклип[5]

## Клип
Клип начинается со сцены лежащей девушки на кровате из цветов, после чего появляется сцена на которой выступает группа. Клип показывает историю между мужчиной и женщиной, которые больше не вместе и живут лишь воспоминаниями о прошлом. Так же в видео показаны крупным планом лица участников и гитарное соло. Кроме того, начало клипа имеет низкую насыщенность, но к концу, свет попадает на камеру, и цвета становятся более насыщенными.